# 素艾巴迪县
素艾巴迪县，是泰国南部那拉提瓦府的一个县。當地華僑稱此地為谷打。总面积372.6平方公里，总人口54095人，人口密度145.2人/平方公里（2005年）。

## 行政区划
素艾巴迪县辖有6个区，50个村。